# CG-5滑翔機
St. Louis CG-5是1940年代由聖路易斯飛機公司軍用運輸滑翔機。

## 發展
1941年，美國陸軍航空軍決定利用二手資源來提高飛機產量，聖路易斯飛機公司 簽訂合約設計和製造8座和15座運兵滑翔機的原型機。.陸軍跟不同公司共訂購八架不同的原型機。
SL-5八人座滑翔機的軍用編號為CG-5，原型機編號為XCG-5。 1942年，Howard C. Blosom 在蘭伯特-聖路易斯國際機場試飛了XCG-5。事實證明，它存在嚴重的空氣動力學缺陷和結構問題，導致高速行駛時發生荷蘭滾動。因其設計缺陷，較重的十五座中型滑翔機XCG-6並未製造。
美國陸軍航空軍訂購了CG-3滑翔機以滿足其對於輕型運輸滑翔機的需求，儘管最中只生產100架。同時訂購CG-4滑翔機滿足其對於中型運輸滑翔機的需求，該飛機的產量超過13,000架。

### 註記
1. 1 2 3  . Greater St. Louis Air & Space Museum.   [2009-07-28]. （原始内容存档于2011-09-03）.
2. 1 2  Andrade 1979, p. 97
3. ↑  David Ostrowski. . Skyways.

### 書目
- Andrade, John. . Midland Counties Publications. 1979. ISBN 0-904597-22-9.